# 柴原亀二
柴原 亀二（しばはら かめじ、慶応2年8月4日（1866年9月12日） - 昭和10年（1935年）3月）は、明治から昭和にかけての官僚・翻訳家・弁護士。養父は龍野藩士で明治維新後千葉県令・貴族院議員などを務めた柴原和。号は楫川（いつせん）。

## 経歴
龍野藩士・森井栄の長男として播磨国龍野（現在の兵庫県たつの市）に生まれる。18歳の時、叔父の柴原和の養子となった。明治21年（1888年）に東京帝国大学法科を卒業、翌年からヨーロッパに留学してケンブリッジ大学を卒業し、イギリス・フランス・ドイツなどで法律学を学ぶ。留学中に明治24年（1891年）に帝国大学卒業者の資格によって法制局に試補される。明治28年（1895年）に帰国後、一旦弁護士を開業するが、翌年台湾総督府参事官となり、後に台南県鳳山支庁長に転じる。明治33年（1900年）に官を辞して翻訳家に転じ、翻訳・著述活動を行う。明治35年（1902年）に大阪朝日新聞に論説記者として入社、翌年から2年間にわたって特派員として日露戦争前夜の清国に派遣され、芝罘や北京などで活動した。明治38年（1905年）に帰国後大阪朝日を退社して、明治41年（1908年）から翌年にかけてアメリカを視察、明治44年（1911年）に神戸にアメリカ領フィリピンとの貿易を行うユニオン商会を創設するが、後に破綻する。大正10年（1921年）以後は再び神戸で弁護士として活動した。